# Fernando Rufino
Fernando Rufino de Paulo, född 22 maj 1985, är en brasiliansk parakanotist. Han representerade Brasilien i Paralympiska sommarspelen 2020.

## Karriär
Rufino representerade Brasilien vid paralympiska sommarspelen 2020 i Tokyo, där han tog guld i VL2. Vid paralympiska sommarspelen 2024 i Paris tog han återigen guld i VL2.